# John Brisker
John Brisker (Detroit, Míchigan, 15 de junio de 1947-declarado legalmente muerto en abril de 1985) fue un jugador de baloncesto estadounidense que disputó tres temporadas en la ABA y otras tres en la NBA. Con 1,96 metros de estatura, jugaba en la posición de alero.

## Trayectoria deportiva

### Universidad
Jugó durante una única temporada en los Rockets de la Universidad de Toledo (Ohio).

### Profesional
Tras no ser incluido en el Draft de la NBA, fichó por los Pittsburgh Pipers de la ABA, donde ya en su primera temporada actuó como titular, liderando al equipo con 21,0 puntos y 5,7 rebotes por partido, cifras que le valieron para ser incluido en el mejor quinteto de rookies, quedando segundo en la votación al rookie del año, solo superado por Spencer Haywood.
Al año siguiente, ya con el equipo reconvertido en los Pittsburgh Condors, acabaría en la segunda posición de la liga entre los anotadores, promediando 29,3 puntos por partido, solo por detrás de Dan Issel. Eso le permitió ser elegido en el segundo mejor quinteto de la ABA, y disputar su primer All-Star Game, en el que fue uno de los jugadores más destacados de su equipo, consiguiendo 15 puntos y 17 rebotes.
En la temporada 1971-72 volvería a liderar a su equipo en anotación, promediando 28,9 puntos, a l que añadió 9,1 rebotes y 4,1 asistencias por partido. Volvió a disputar el All-Star Game, en el que tuvo una actuación muy discreta, con 8 puntos y 5 rebotes.
Al año siguiente el equipo desapareció, produciéndose un draft de dispersión, siendo elegido por los Dallas Chaparrals, pero se negó a ir al conjunto texano, negociando con su agente su ficha con los Seattle Supersonics de la NBA. Allí jugó 3 temporadas, pero ya siempre como suplente. Tras una buena primera campaña, en la que promedió 12,8 puntos y 4,6 rebotes por partido, las dos siguientes tuvo muchos altibajos con las lesiones, siendo finalmente despedido en 1975.

## Estadísticas de su carrera en la ABA y la NBA

### Temporada regular
| Temporada | Edad | Equipo              | Liga  | P   | TIT | MIN  | TC   | TCA  | %TC  | 3P  | 3PA | %3P  | TL  | TLA | %TL  | R.OF. | R.DEF. | REB | ASIS | ROB | TAP | PER | FP  | PTS  |
| 1969-70   | 22   | Pittsburgh Pipers   | ABA   | 77  |     | 28.2 | 8.1  | 17.7 | .461 | 0.4 | 1.5 | .293 | 4.3 | 5.2 | .827 | 2.6   | 3.2    | 5.7 | 1.7  |     |     | 2.6 | 3.1 | 21.0 |
| 1970-71   | 23   | Pittsburgh Condors  | ABA   | 79  |     | 39.1 | 11.4 | 25.0 | .455 | 1.1 | 3.3 | .337 | 5.4 | 6.6 | .829 | 3.8   | 5.9    | 9.7 | 2.9  |     |     | 4.1 | 3.5 | 29.3 |
| 1971-72   | 24   | Pittsburgh Condors  | ABA   | 49  |     | 42.1 | 11.5 | 25.1 | .458 | 0.9 | 2.8 | .314 | 5.1 | 5.8 | .867 | 3.1   | 6.0    | 9.1 | 4.1  |     |     | 4.3 | 3.2 | 28.9 |
| 1972-73   | 25   | Seattle Supersonics | NBA   | 70  |     | 23.3 | 5.0  | 11.6 | .435 |     |     |      | 2.8 | 3.4 | .822 |       |        | 4.6 | 2.1  |     |     |     | 2.4 | 12.8 |
| 1973-74   | 26   | Seattle Supersonics | NBA   | 35  |     | 20.5 | 5.1  | 11.3 | .449 |     |     |      | 2.3 | 2.9 | .820 | 1.7   | 2.5    | 4.2 | 1.6  | 0.8 | 0.2 |     | 2.0 | 12.5 |
| 1974-75   | 27   | Seattle Supersonics | NBA   | 21  |     | 13.1 | 2.9  | 6.7  | .426 |     |     |      | 2.0 | 2.3 | .857 | 0.7   | 0.9    | 1.6 | 0.9  | 0.3 | 0.1 |     | 1.6 | 7.7  |
| Total     |      |                     | TOTAL | 331 |     | 30.1 | 8.1  | 17.8 | .453 | 0.8 | 2.5 | .321 | 4.0 | 4.8 | .834 | 2.8   | 4.2    | 6.5 | 2.4  | 0.6 | 0.2 | 3.6 | 2.8 | 20.7 |
|           |      |                     | ABA   | 205 |     | 35.7 | 10.2 | 22.2 | .458 | 0.8 | 2.5 | .321 | 4.9 | 5.9 | .837 | 3.2   | 4.9    | 8.1 | 2.7  |     |     | 3.6 | 3.2 | 26.1 |
|           |      |                     | NBA   | 126 |     | 20.8 | 4.7  | 10.7 | .438 |     |     |      | 2.5 | 3.1 | .826 | 1.3   | 1.9    | 4.0 | 1.8  | 0.6 | 0.2 |     | 2.2 | 11.9 |

## Vida posterior
En 1978, harto del baloncesto, viajó a Uganda, según rumores para enrolarse como mercenario del dictador Idi Amin. Recibió una llamada suya telefónica ese mismo año desde aquel país, pero no se volvió a saber nada más de él, siendo declarado como desaparecido ese año. Las causas de su muerte nunca fueron esclarecidas. Según rumores, pudo morir en la masacre suicida de Jonestown, pero no hay evidencia de su presencia en Guyana en aquellas fechas. La teoría más probable es la de que falleció asesinado a hachazos durante el golpe de Estado al dictador Amin.
En 1985, el departamento de medicina forense del Condado de King (Washington) lo declaró legalmente muerto.